# Александровка (Кисельовський міський округ)
Алекса́ндровка (рос. Александровка) — присілок у складі Кисельовського міського округу Кемеровської області, Росія.

## Населення
Населення — 30 осіб (2010; 26 у 2002).
Національний склад (станом на 2002 рік):
- росіяни — 92 %